# جون أغسطس سوتر جونيور
جون أغسطس سوتر جونيور هو دبلوماسي ومخطط حضري سويسري، ولد في 25 أكتوبر 1826 في برجدورف في سويسرا، وتوفي في 21 سبتمبر 1897 في أكابولكو في المكسيك.